# 徐培植
徐培植（1578年—？年），字彥成，號函谷，河南省衛輝府獲嘉縣人，軍籍，明朝官員。

## 生平
萬曆三十七年（1609年）己酉科河南鄉試第五名舉人，萬曆三十八年（1610年）庚戌科會試二百九十三名，第三甲第二百七名進士。兵部观政，授直隸青浦縣知縣，四十一年致仕。

## 家族
曾祖徐儒；祖徐九賦，庠生；父徐宗邵，壽官；母劉氏。重慶下，妻薛氏，繼妻郭氏；兄培基；培業；培茂，弟培忠；培孝；培廉；培潔。
子士琥（貢生）；士璜（生員）；士珍（封榜貢生）。